# Václav Khodl mladší
Václav Khodl (15. srpna 1920 Praha – 24. října 1942 Koncentrační tábor Mauthausen) byl odbojář a spolupracovník Operace Anthropoid popravený nacisty.

## Život
Václav Khodl mladší se narodil 15. srpna 1920 v Praze do rodiny Václava Khodla staršího a Emanuely Khodlové, rozené Smržové a žil střídavě v jejich bytě na dnešní Kolbenově ulici 659/16 a ve vile Emka, kterou si rodina postavila ve Svépravicích (dnes Praha-Horní Počernice). Vystudoval reálné gymnázium a od roku 1937 studoval na Vyšší průmyslové škole na Smíchově. Po jejím ukončení měl v plánu nastoupit do Avie v Letňanech. Byl členem Sokola, hrál fotbal za místní tým SK Chvaly.

## Spolupráce s Anthropoidem
V první polovině roku 1942 poskytla rodina Khodlových na návrh Václavova strýce Jaroslava Smrže ve své vile ubytování a uložení operačního materiálu příslušníkům výsadku Anthropoid Jozefu Gabčíkovi a Janu Kubišovi. Parašutisté využívali k ubytování i vysočanský byt Khodlových ve Valdecké ulici (dnes Kolbenově) 659/16 a tuto adresu měli k dispozici i další výsadkáři, např. Josef Valčík ze skupiny Silver A a Adolf Opálka ze skupiny Out Distance.
Aniž Václav Khodl ml. znal operační cíl výsadku, sloužil parašutistům jako průvodce po Praze, a to společně se svým kamarádem Jiřím Hofmanem. Několikrát s nimi vyrazil na průzkum terénu do Panenských Břežan, sídla Heydricha. Po atentátu na Reinharda Heydricha bylo nutné odstranit z vily veškerý operační materiál, s čímž mu pomáhala spolu s ostatními rodinnými příslušníky i Václavova snoubenka Františka Urbánková. Václav Khodl mladší s Jiřím Hofmanem odnesli pod civilními šaty Gabčíkovu a Kubišovu letecké kombinézy, které pak byly společně s padáky fingovaně pohřbeny na Ďáblickém hřbitově. O posledním boji a dopadení parašutistů se dozvěděl ráno, když jel do školy k závěrečné zkoušce.

## Zatčení, smrt
16. června 1942 se na pražském gestapu přihlásil Karel Čurda. Informace od něj získané rozjely vlnu zatýkání spolupracovníků operace Antrhopoid a jejich rodinných příslušníků. Václav Khodl mladší byl i s otcem a matkou zatčen 14. července 1942. Všichni byli vězněni v Malé pevnosti Terezín, stanným soudem v Praze v nepřítomnosti odsouzeni k trestu smrti. Nakonec byli převezeni do koncentračního tábora Mauthausen, kde byli 24. října 1942 zastřeleni při fingované zdravotní prohlídce společně s mnoha dalšími odbojáři a jejich rodinnými příslušníky. K prozrazení Františky Urbánkové nedošlo, snoubenka Václava Khodla ale čelila velkému nervovému vypětí, v důsledku kterého v roce 1943 zemřela.

## Připomínka
- Jeho jméno (Khodl Václav *15. 8. 1920) a jména jeho rodičů (Khodl Václav *22. 10. 1895, Khodlová Emanuela roz. Smržová *5. 12. 1897) jsou uvedeny na pomníku při pravoslavném chrámu svatého Cyrila a Metoděje (adresa: Praha 2, Resslova 9a). Pomník byl odhalen 26. ledna 2011 a je součástí Národního památníku obětí heydrichiády.[2]
- Pamětní deska na domě v ulici Kolbenova 659/16, Praha 9 nese nápis: "V tomto domě žili obětaví členové sokolského odboje Emanuel a Václav KHODLOVI se synem Václavem KHODLEM spolupracovníci výsadku ANTHROPOID. Popraveni nacisty 24.10.1942 v Mauthausenu."[3]
- Po jeho otci Václavu Khodlovi byla v Praze 9 - Horních Počernicích, pojmenována ulice Khodlova, ve které se nachází vila Emka (v těsné blízkosti autubusové zastávky MHD Khodlova).
- Jméno Václava KHODLA mladšího, jeho otce a matky (KHODL VÁCLAV S MANŽELKOU EMANUELOU A SYNEM VÁCLAVEM) jsou uvedena na pomníku obětem 2. světové války v Praze 9 - Horních Počernicích. Pomník se nachází v parčíku v ulici Ratibořická / Chvalkovická.[4]
- Na vile Khodlových v Praze 9 - Horních Počernicích, Khodlova 1086/21 je umístěna pamětní deska s nápisem: "NA PAMĚŤ VÁCLAVA KHODLA / EMY KHODLOVÉ / VÁCLAVA KHODLA ML. / UMUČENÝCH 24.X.1942 V MAUTHAUSENU / VĚNUJE SOPV 28.X.1946."[5]
- Jeho jméno (a jména rodičů) jsou uvedena na pamětní desce obětem 2. světové války v kostele svaté Ludmily ve Chvalech v Horních Počernicích.[6]
- Jeho jméno (a jména rodičů) jsou uvedena na pomníku věnovaném obětem 2. světové války umístěném v areálu Sokola Vysočany v Zákostelní ulici v Praze 9 - Vysočanech. Na pomníku je nápis: "ZA PRÁVO A SVOBODU OBĚTOVALI ŽIVOTY (následuje výčet jmen) VÁCLAV KHODL ML.".[7]

## Galerie

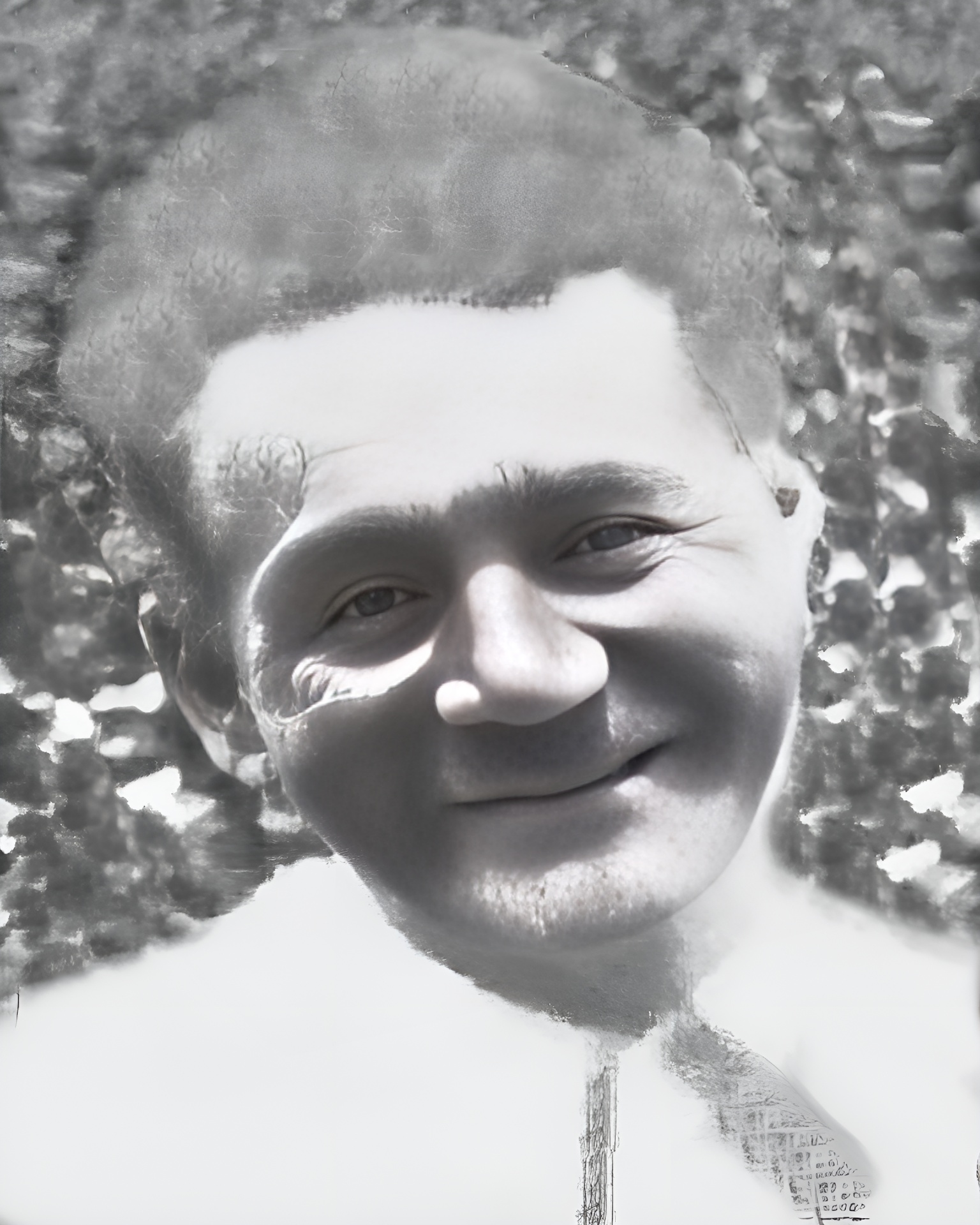
Otec Václava Khodla mladšího
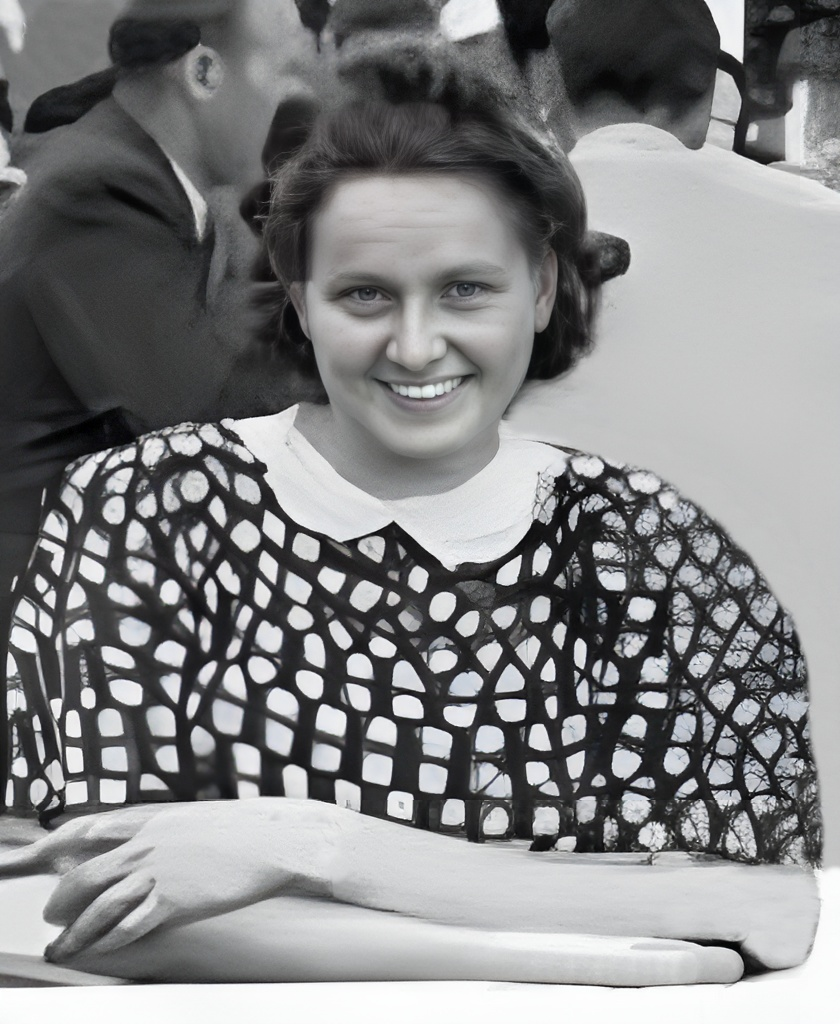
Snoubenka Františka Urbánková
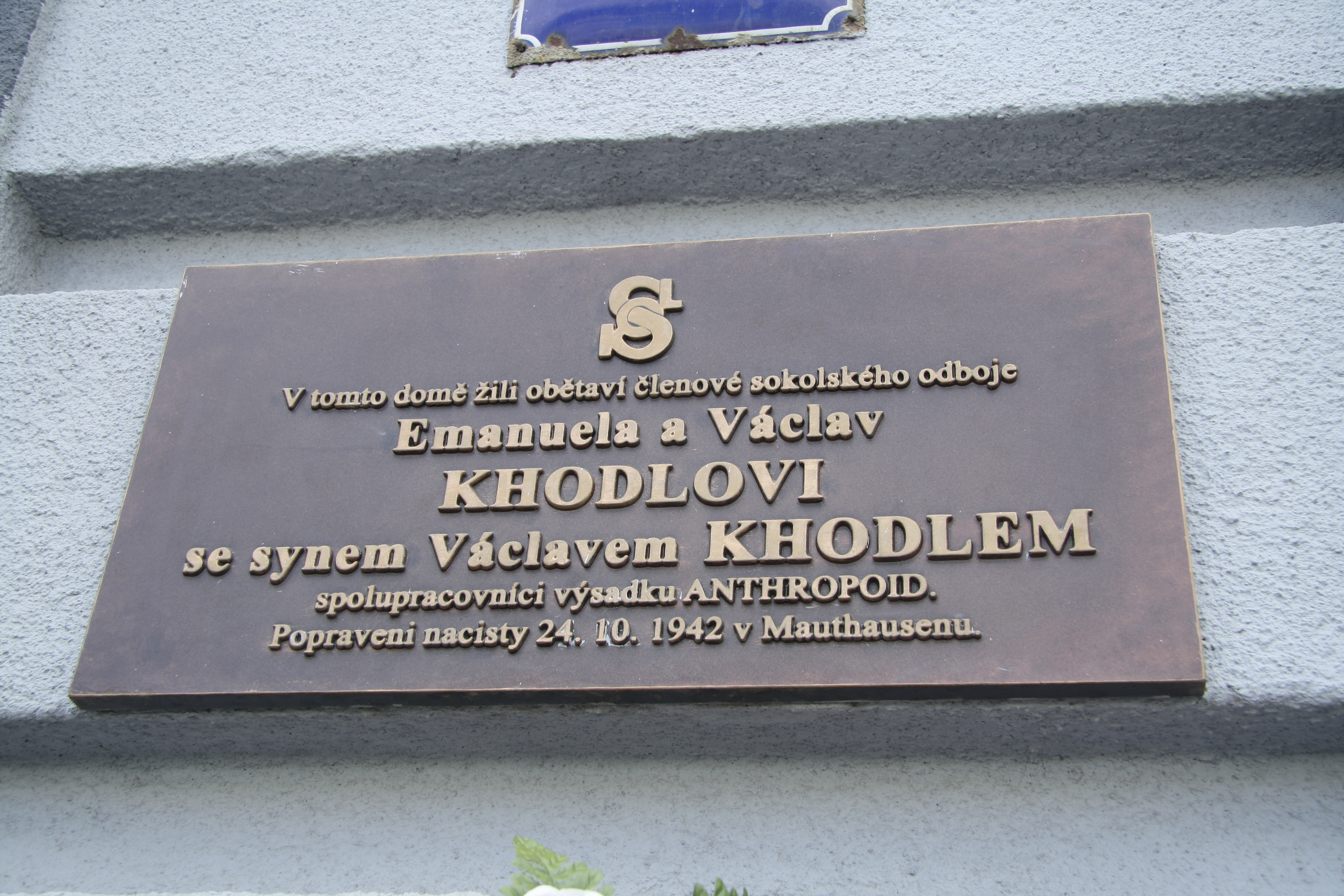
Pamětní deska rodiny Khodlových v Praze-Vysočanech, Kolbenova 659/16, kde byl byt Khodlových
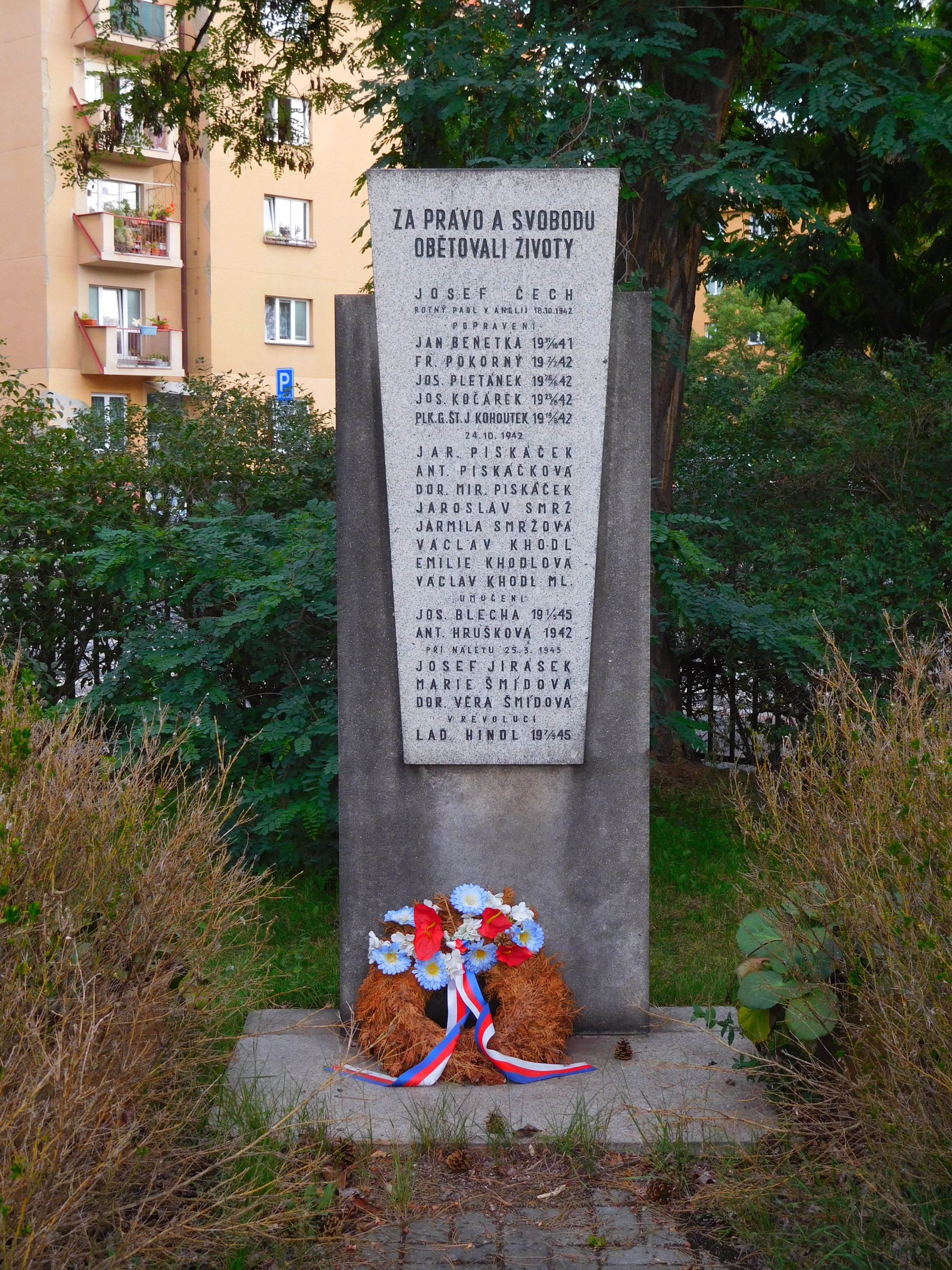
Pomník obětem 2. světové války v areálu Sokola Vysočany v Zákostelní ulici
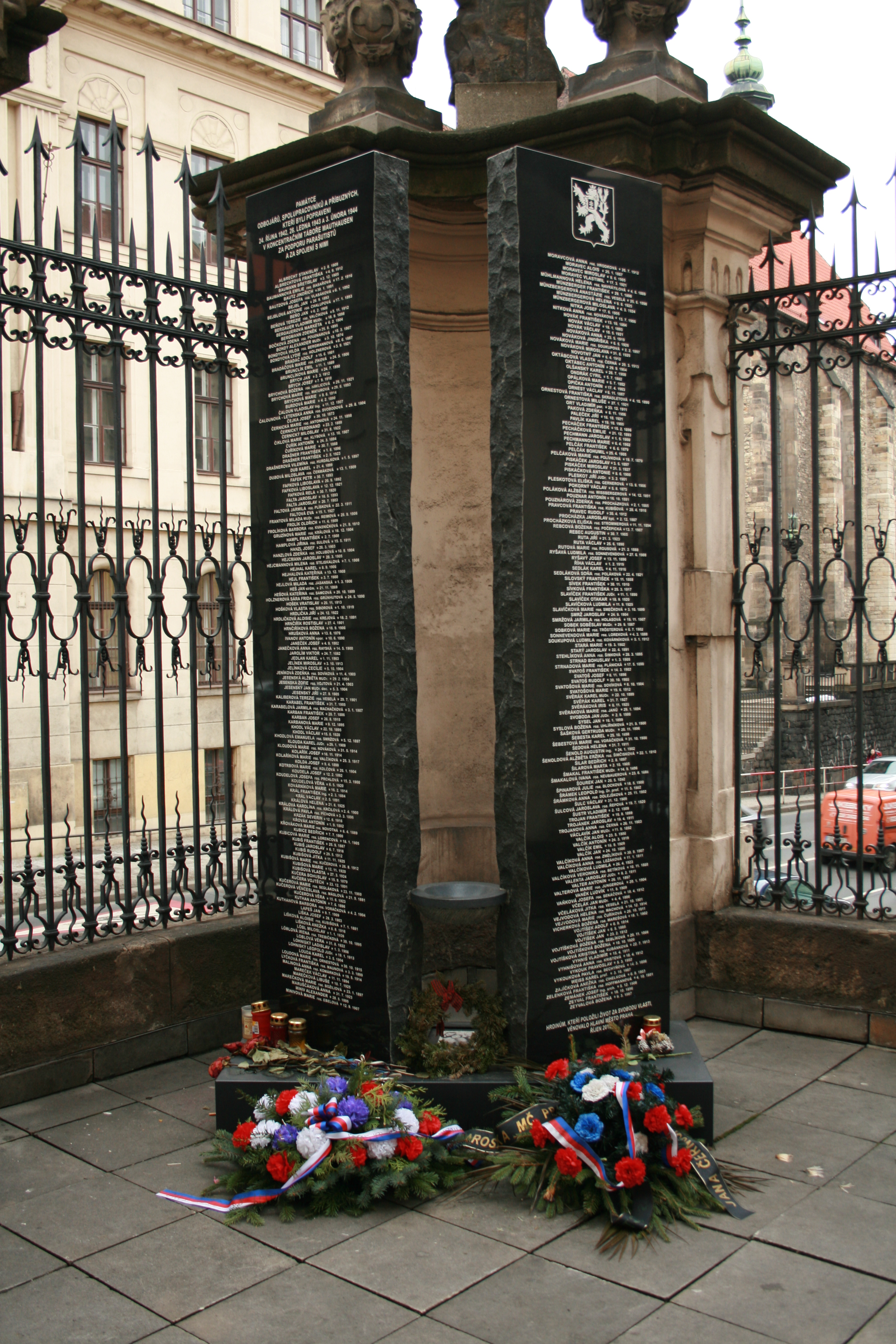
Pomník spolupracovníků parašutistů a jejich rodinných příslušníků na terase kostela sv. Cyrila a Metoděje v Resslově ulici v Praze.
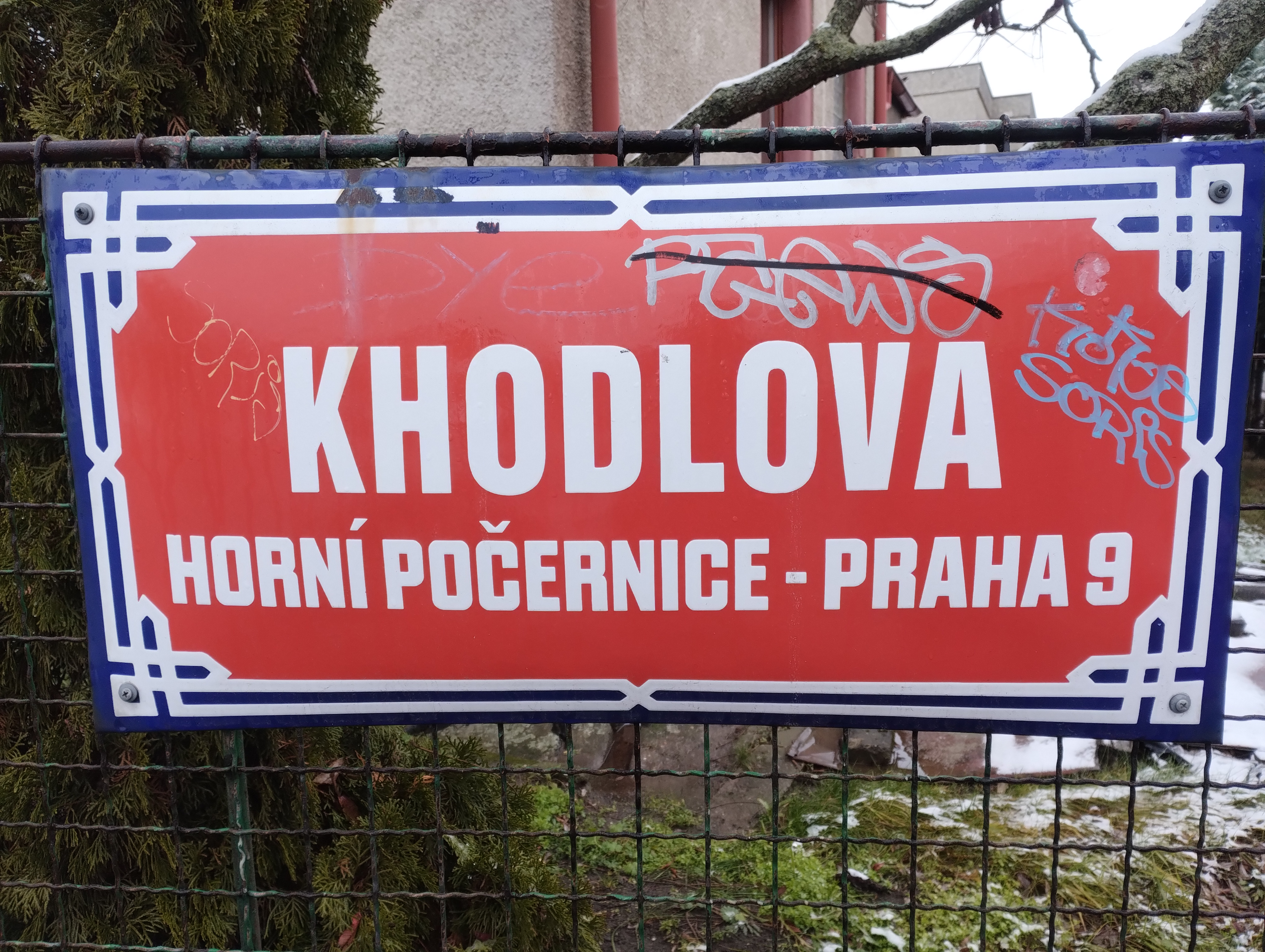
Ulice Khodlova v Praze-Horních Počernicích
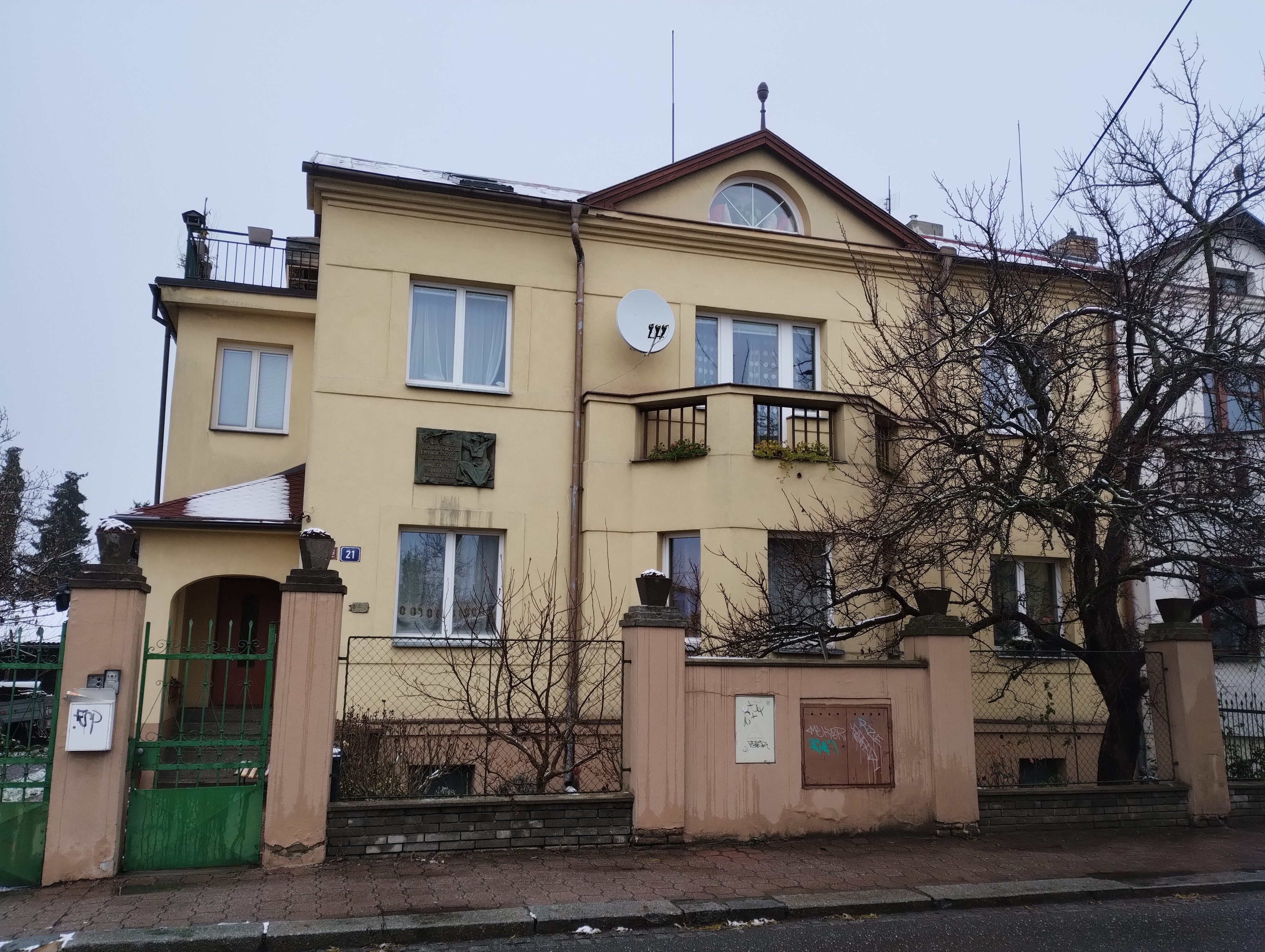
Vila Emka - dům v ulici Khodlova 1086/21, Praha 9-Horní Počernice
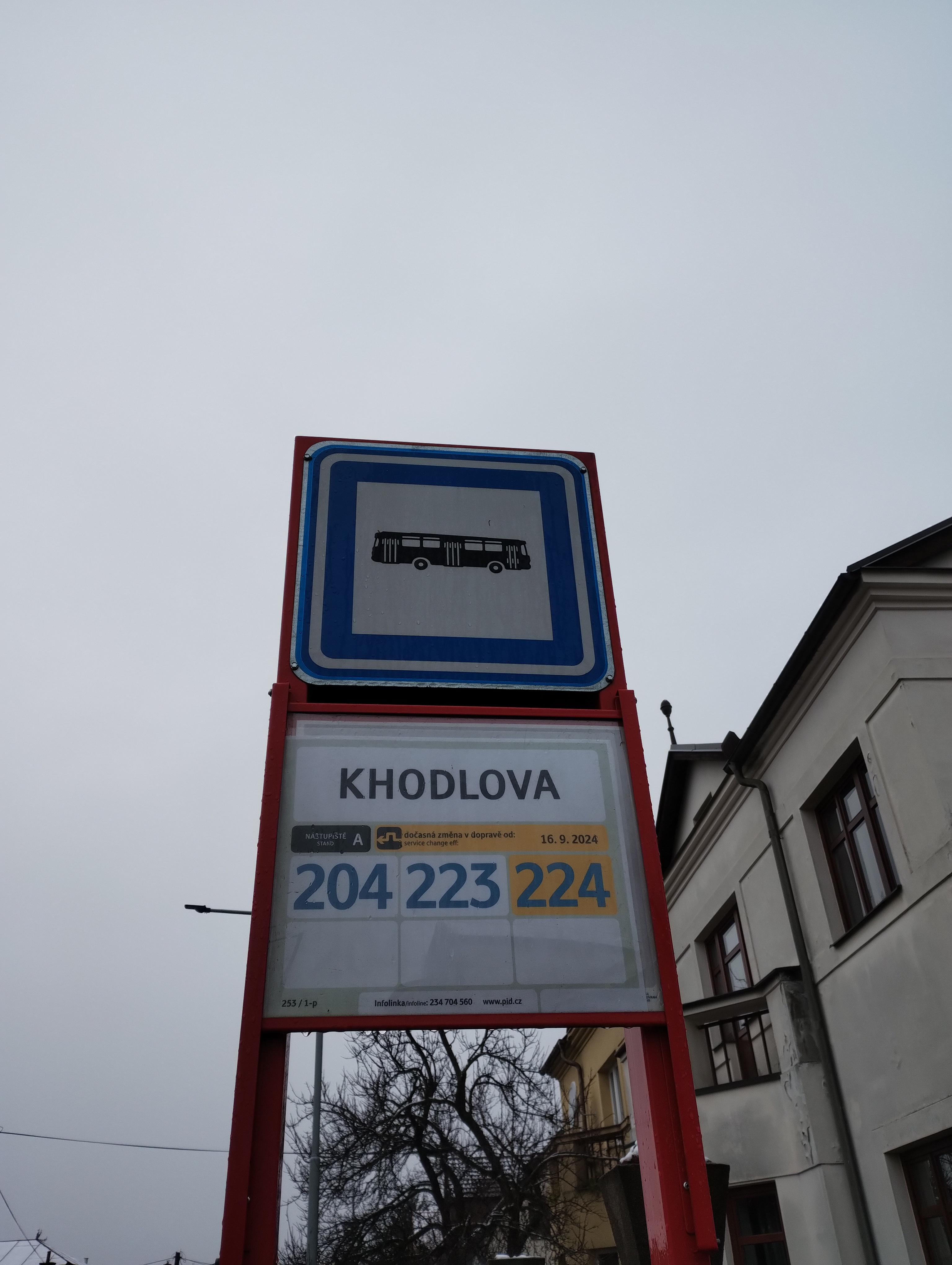
Zastávka MHD Khodlova v Horních Počernicích
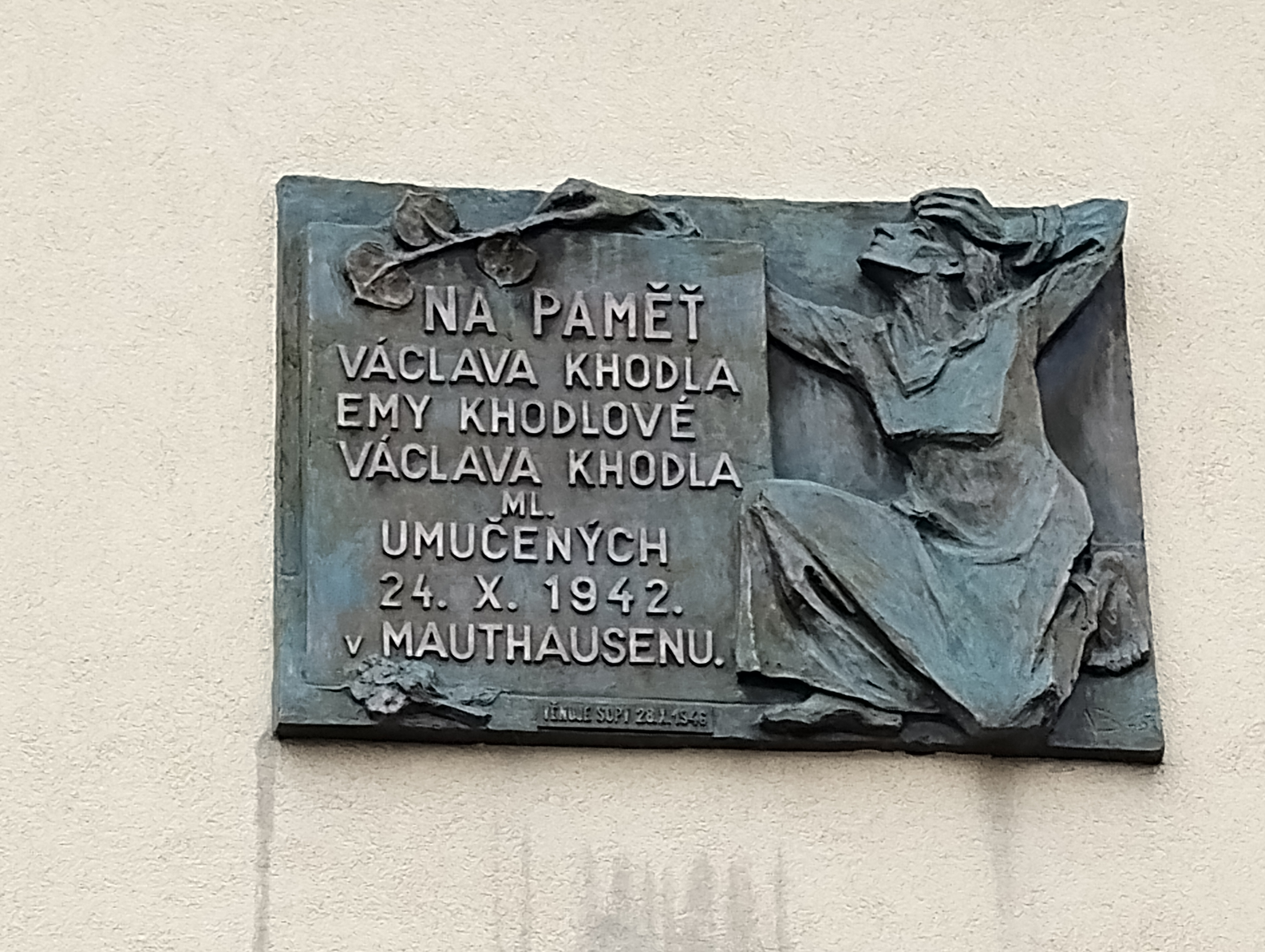
Pamětní deska na vile Emka, Praha 9-Horní Počernice
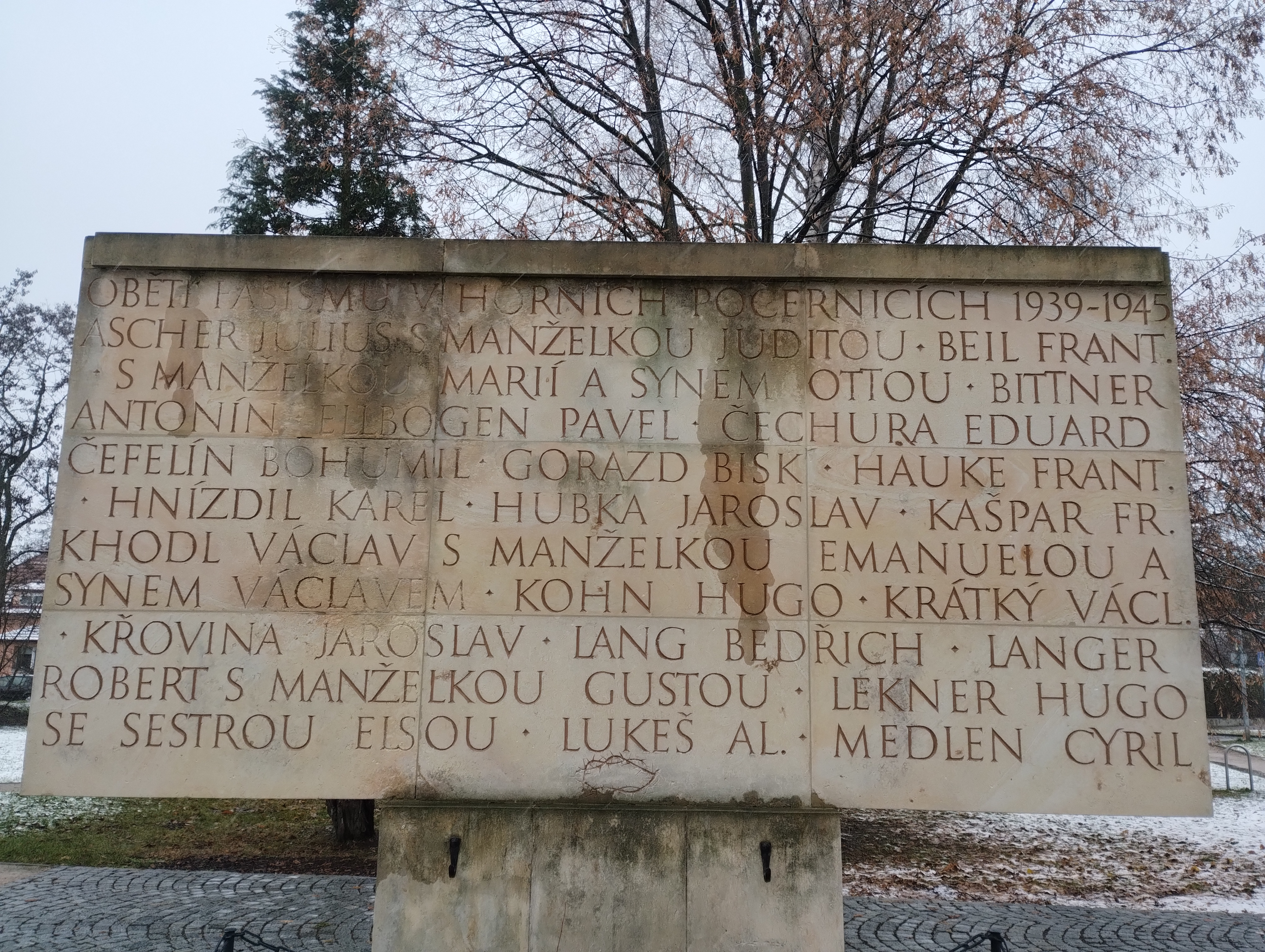
Pomník obětem 2. světové války v Praze 9 - Horních Počernicích se jmény Khodlových
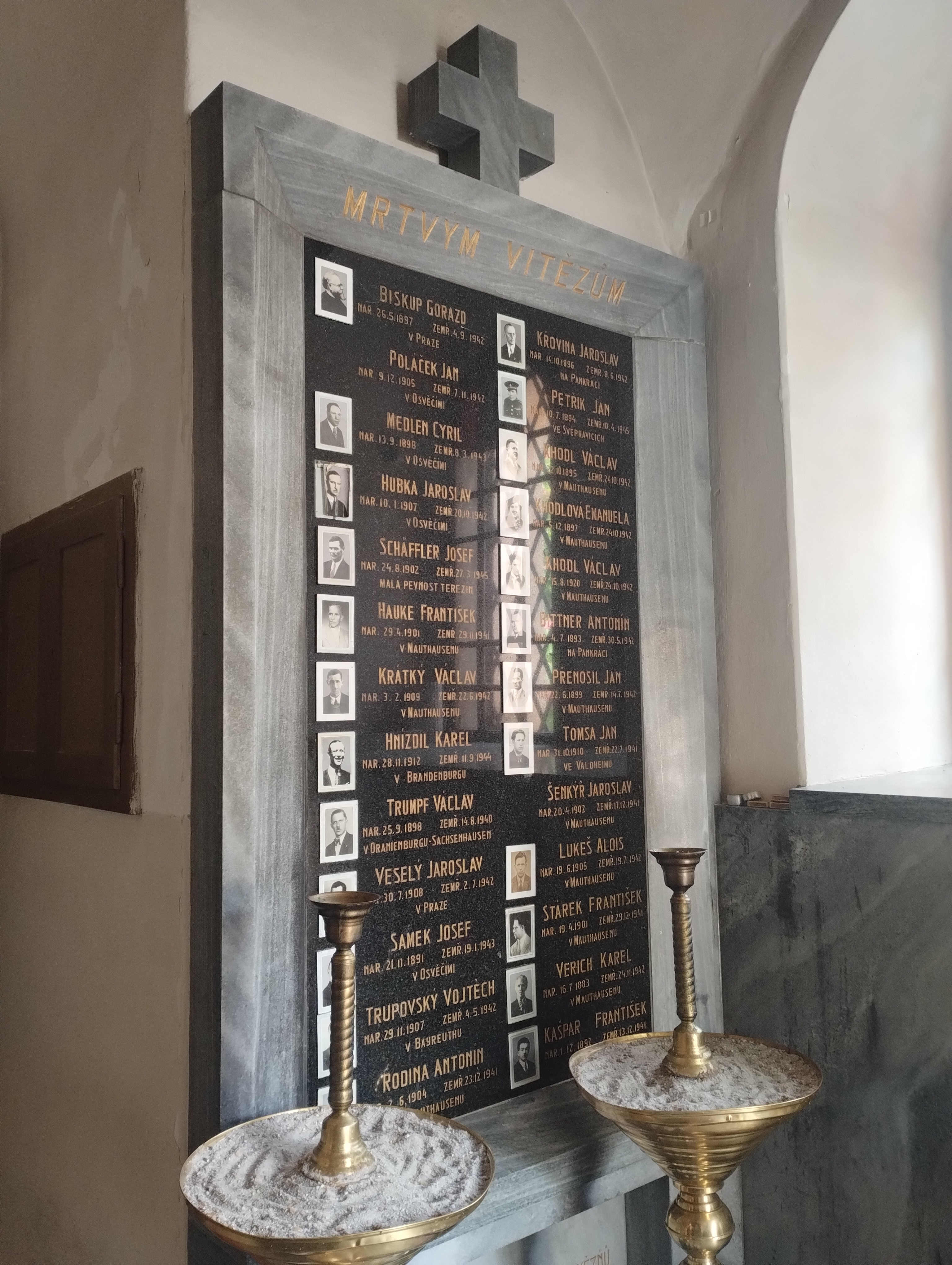
Pamětní deska obětem 2. světové války v kostele svaté Ludmily ve Chvalech v Horních Počernicích